# Collegio uninominale Umbria - 01 (Camera dei deputati 2017)
Il collegio elettorale uninominale Umbria - 01 è stato un collegio elettorale uninominale della Repubblica Italiana per l'elezione della Camera dei deputati tra il 2017 ed il 2022.

## Territorio
Come previsto dalla legge elettorale italiana del 2017, il collegio era stato definito tramite decreto legislativo all'interno della circoscrizione Umbria.
Era formato dal territorio di 15 comuni: Bettona, Castiglione del Lago, Città della Pieve, Collazzone, Corciano, Deruta, Magione, Marsciano, Paciano, Panicale, Passignano sul Trasimeno, Perugia, Piegaro, Torgiano e Tuoro sul Trasimeno.
Il collegio era quindi interamente compreso nella provincia di Perugia.
Il collegio era parte del collegio plurinominale Umbria - 01.

## Eletti
| Elezione | Elezione | Deputato        | Partito           |
| -------- | -------- | --------------- | ----------------- |
|          | 2018     | Emanuele Prisco | Fratelli d'Italia |

## Dati elettorali

### XVIII legislatura
Come previsto dalla legge elettorale, 232 deputati erano eletti con sistema a maggioranza relativa in altrettanti collegi uninominali a turno unico.
| Candidati              | Candidati                 | Voti    | %     | Liste                    | Voti    | %     |
| ---------------------- | ------------------------- | ------- | ----- | ------------------------ | ------- | ----- |
|                        | Emanuele Prisco ✔️ Eletto | 57 997  | 35,38 | Lega                     | 30 034  | 18,32 |
| Forza Italia           | Emanuele Prisco ✔️ Eletto | 57 997  | 35,38 | 17 448                   | 10,64   |       |
| Fratelli d'Italia      | Emanuele Prisco ✔️ Eletto | 57 997  | 35,38 | 9 708                    | 5,92    |       |
| Noi con l'Italia - UDC | Emanuele Prisco ✔️ Eletto | 57 997  | 35,38 | 807                      | 0,49    |       |
|                        | Giacomo Leonelli          | 49 588  | 30,25 | Partito Democratico      | 44 378  | 27,07 |
| +Europa                | Giacomo Leonelli          | 49 588  | 30,25 | 3 798                    | 2,32    |       |
| Civica Popolare        | Giacomo Leonelli          | 49 588  | 30,25 | 828                      | 0,51    |       |
| Italia Europa Insieme  | Giacomo Leonelli          | 49 588  | 30,25 | 584                      | 0,36    |       |
|                        | Paola Giannetakis         | 41 060  | 25,05 | Movimento 5 Stelle       | 41 060  | 25,05 |
|                        | Andrea Mazzoni            | 5 899   | 3,60  | Liberi e Uguali          | 5 899   | 3,60  |
|                        | Isabella Marchino         | 2 853   | 1,74  | Potere al Popolo!        | 2 853   | 1,74  |
|                        | Antonio Ribecco           | 1 736   | 1,06  | CasaPound                | 1 736   | 1,06  |
|                        | Claudio Iacono            | 1 621   | 0,99  | Il Popolo della Famiglia | 1 621   | 0,99  |
|                        | Valentina Salicari        | 1 517   | 0,93  | Partito Comunista        | 1 517   | 0,93  |
|                        | Leopoldo Salvatori        | 869     | 0,53  | Italia agli Italiani     | 869     | 0,53  |
|                        | Marzio Presciutti Cinti   | 379     | 0,23  | 10 Volte Meglio          | 379     | 0,23  |
|                        | Leonardo Ranieri Triulzi  | 245     | 0,15  | Partito Valore Umano     | 245     | 0,15  |
|                        | Rita Roncella             | 144     | 0,09  | PRI-ALA                  | 144     | 0,09  |
| Totale                 | Totale                    | 163 908 | 100   |                          | 163 908 | 100   |
|                        |                           |         |       |                          |         |       |
| Voti non validi        | Voti non validi           | 4 443   | 2,64  |                          |         |       |
| Votanti                | Votanti                   | 168 351 | 78,72 |                          |         |       |
| Elettori               | Elettori                  | 213 871 |       |                          |         |       |